# Dimitrios Wlachopulos
Dimitrios Wlachopulos, gr. Δημήτριος Βλαχόπουλος (ur. 13 sierpnia 1931 w Werii, zm. w grudniu 2024) – grecki polityk i prawnik, parlamentarzysta krajowy, w 1981 poseł do Parlamentu Europejskiego I kadencji.

## Życiorys
Ukończył studia prawnicze, praktykował następnie jako adwokat. Zaangażował się w działalność polityczną w ramach Nowej Demokracji. W latach 1974–1981 zasiadał w Parlamencie Hellenów I i II kadencji z okręgu Imatia. Od 1 stycznia do 18 października 1981 wykonywał mandat posła do Parlamentu Europejskiego w ramach delegacji krajowej. Pozostał deputowanym niezrzeszonym, należał do Komisji ds. Młodzieży, Kultury, Edukacji, Informacji i Sportu.